# 塘湖刘公御倭保障碑记石刻
塘湖刘公御倭保障碑记石刻，位于中国广东省潮州市潮安区龙湖，为潮州市潮安区文物保护单位，类型为石窟寺及石刻，公布时间为1987年12月。
塘湖刘公御倭保障碑记石刻的历史年代为明嘉靖三十七年。